# Basford United FC
Basford United FC (celým názvem: Basford United Football Club) je anglický fotbalový klub, který sídlí v nottinghamské městské části Basford v nemetropolitním hrabství Nottinghamshire. Založen byl v roce 1900. Od sezóny 2018/19 hraje v Northern Premier League Premier Division (7. nejvyšší soutěž). Klubové barvy jsou zlatá a černá.
Své domácí zápasy odehrává na stadionu Greenwich Avenue s kapacitou 1 000 diváků.

## Získané trofeje
- Nottinghamshire Senior Cup ( 3× )
  - 1946/47, 1987/88, 2014/15

## Úspěchy v domácích pohárech
Zdroj: 
- FA Cup
  - 3. předkolo: 2017/18
- FA Amateur Cup
  - 3. kolo: 1911/12
- FA Trophy
  - 2. předkolo: 2015/16
- FA Vase
  - 2. kolo: 2012/13

## Umístění v jednotlivých sezonách
Stručný přehled
Zdroj: 
- 1991–1992: Notts Alliance (Senior Division)
- 1992–1994: Notts Alliance (Division One)
- 1994–1996: Notts Alliance (Senior Division)
- 1996–1998: Notts Alliance (Division One)
- 1998–1999: Notts Alliance (Senior Division)
- 1999–2004: Notts Alliance (Division One)
- 2011–2012: Central Midlands League (South Division)
- 2012–2013: East Midlands Counties League
- 2013–2014: Northern Counties East League (Premier Division)
- 2014–2015: Midland Football League (Premier Division)
- 2015–2018: Northern Premier League (Division One South)
- 2018– : Northern Premier League (Premier Division)

Jednotlivé ročníky
Zdroj: 
Legenda: Z - zápasy, V - výhry, R - remízy, P - porážky, VG - vstřelené góly, OG - obdržené góly, +/- - rozdíl skóre, B - body, červené podbarvení - sestup, zelené podbarvení - postup, fialové podbarvení - reorganizace, změna skupiny či soutěže
| Sezóny  | Liga                                             | Úroveň | Z  | V  | R  | P  | VG  | OG | +/- | B   | Pozice |
| ------- | ------------------------------------------------ | ------ | -- | -- | -- | -- | --- | -- | --- | --- | ------ |
| 2011/12 | Central Midlands League (South Division)         | 11     | 30 | 22 | 6  | 2  | 87  | 26 | +61 | 72  | 1.     |
| 2012/13 | East Midlands Counties League                    | 10     | 36 | 31 | 2  | 3  | 97  | 29 | +68 | 95  | 1.     |
| 2013/14 | Northern Counties East League (Premier Division) | 9      | 44 | 26 | 6  | 12 | 97  | 57 | +40 | 84  | 5.     |
| 2014/15 | Midland Football League (Premier Division)       | 9      | 42 | 31 | 2  | 9  | 127 | 51 | +76 | 95  | 1.     |
| 2015/16 | Northern Premier League (Division One South)     | 8      | 42 | 22 | 10 | 10 | 67  | 42 | +25 | 76  | 4.     |
| 2016/17 | Northern Premier League (Division One South)     | 8      | 42 | 20 | 13 | 9  | 78  | 53 | +25 | 70  | 6.     |
| 2017/18 | Northern Premier League (Division One South)     | 8      | 42 | 31 | 7  | 4  | 101 | 42 | +59 | 100 | 1.     |
| 2018/19 | Northern Premier League (Premier Division)       | 7      | 40 | 18 | 7  | 15 | 82  | 67 | +15 | 61  | 7.     |
| 2019/20 | Northern Premier League (Premier Division)       | 7      | 32 | 16 | 7  | 9  | 49  | 39 | +10 | 55  | 4.     |
| 2020/21 | Northern Premier League (Premier Division)       | 7      | 9  | 6  | 1  | 2  | 15  | 9  | +6  | 19  | 2.     |
| 2021/22 | Northern Premier League (Premier Division)       | 7      | 42 | 12 | 9  | 21 | 32  | 49 | -17 | 45  | 20.    |

Poznámky
- 2016/17: Klubu byly svazem odebrány tři body za porušení stanov soutěže.[2]